# 博尔贾
博尔贾（俄语：Борзя）是俄罗斯外贝加尔边疆区的一座城市。位于博尔贾河（黑龙江支流）沿岸，赤塔东南349公里处。人口31,100人（2005年估计）；31,460人（2002年人口普查）。博尔贾于1950年升格为城镇。